# Shinee World III
SHINee World III (promowany jako SHINee CONCERT "SHINee WORLD III") – trzecia solowa trasa koncertowa południowokoreańskiego zespołu SHINee. Trasa zaczęła się 8 marca 2014 roku koncertem w Seulu i obejmowała 8 koncertów. Tournée zakończyło się 22 czerwca 2014 roku w Dżakarcie.
Koreański album koncertowy, zatytułowany The 3rd Concert Album "SHINee WORLD III in SEOUL", zawierający nagrania z koncertów w Seulu ukazał się 11 grudnia 2014 roku.

## Lista koncertów
| Data            | Obiekt                           | Miasto       | Kraj             |
| --------------- | -------------------------------- | ------------ | ---------------- |
| 8 marca 2014    | Olympic Gymnastics Arena         | Seul         | Korea Południowa |
| 9 marca 2014    | Olympic Gymnastics Arena         | Seul         | Korea Południowa |
| 4 kwietnia 2014 | Mexico City Arena                | Meksyk       | Meksyk           |
| 6 kwietnia 2014 | Movistar Arena                   | Santiago     | Chile            |
| 8 kwietnia 2014 | Luna Park Arena                  | Buenos Aires | Argentyna        |
| 11 maja 2014    | Xinzhuang Gymnasium              | Tajpej       | Tajwan           |
| 1 czerwca 2014  | Shanghai Indoor Stadium          | Szanghaj     | Chiny            |
| 22 czerwca 2014 | Mata Elang International Stadium | Dżakarta     | Indonezja        |